# Keizer Napoleon in zijn studeerkamer in de Tuilerieën
Keizer Napoleon in zijn studeerkamer in de Tuilerieën (Engels: The Emperor Napoleon in His Study at the Tuileries) is een schilderij van Jacques-Louis David uit 1812. Het is het laatste grote werk dat de schilder van Napoleon zou maken, hoewel het onwaarschijnlijk is dat keizer ervoor geposeerd heeft. Sinds 1961 maakt het deel uit van de collectie van de National Gallery of Art in Washington D.C..

## Herkomst
In augustus 1811 gaf Alexander Hamilton, tiende hertog van Hamilton, opdracht voor het schilderij. Hij was een bewonderaar van Napoleon en bevriend met zijn zuster Pauline Borghese. De schilder en kunsthandelaar Féréol Bonnemaison, een kennis van David, fungeerde als bemiddelaar tussen de hertog en de schilder. Het portret, dat in maart 1812 gereedkwam, bleef drie generaties in de familie in het Hamilton Palace. In 1882 kocht de politicus Archibald Primrose, vijfde graaf van Rosebery, het schilderij. De Samuel H. Kress Foundation verwierf het in 1954. Zeven jaar later werd het werk geschonken aan de National Gallery of Art in Washington.
In april 1812 begon David aan een tweede versie voor een zekere mijnheer Huibans. Dit schilderij werd in 1857 gekocht om in het Tuilerieënpaleis te hangen, maar werd bij de val van het Tweede Keizerrijk weer verwijderd. In 1880 werd het teruggegeven aan keizerin Eugenie. Daarna kwam het in de collectie van Prins Napoleon. In 1979 werd het door de staat verworven en geïnstalleerd in het kasteel van Versailles.

## Voorstelling
Napoleon staat levensgroot en ten voeten uit afgebeeld op het portret. Hij draagt het uniform van een officier van de grenadiers te voet van de Keizerlijke Garde, zijn gebruikelijk kleding op zondagen. Het uniform is donkerblauw met witte revers en rode mouwen. Als decoraties heeft hij het Legioen van Eer, de Orde van de IJzeren Kroon en gouden epauletten. Hij draagt een witte Franse broek, vest en kousen en zwarte schoenen met gouden gespen. Zijn rechterhand heeft hij in zijn vest gestoken, terwijl zijn gezicht naar de toeschouwer gericht is. Het gouden voorwerp in zijn linkerhand is moeilijk te herkennen, maar is waarschijnlijk een snuifdoos. Op de versie in Versailles draagt de keizer het uniform van de jagers te paard.
De achtergrond stelt Napoleons kantoor in het Tuilerieënpaleis voor. Op de voorgrond rechts staat een fauteuil van verguld hout, bekleed met rode fluwelen stof met gouden borduursels. Zijn zwaard om de troepen te inspecteren rust op de armleuning. Het bureau in Empirestijl heeft poten in de vorm van een leeuw. Op het bureau liggen een pen, verschillende boeken, dossiers en opgerolde papieren. De vloer is bedekt met een donkergroen tapijt, waarop een opgerolde kaart en boeken te zien zijn. Een van de boeken is van Plutarchus. Deze Romeinse geschiedkundige is vooral bekend om zijn beschrijvingen van grote heersers zoals Alexander de Grote en Julius Caesar, waarmee Napoleon zo op een lijn wordt gesteld. Ook de heraldische bijen op de bekleding en de fleur de lis op de map zijn symbolen van de stabiliteit van de keizerlijke macht.
De wijzerplaat van de grote klok geeft tien over vier in de ochtend aan. Op dit vroege uur zijn de kaarsen bijna opgebrand. Er wordt de indruk gewekt dat de keizer de hele nacht gewerkt heeft aan het schrijven van wetten. Het woord "Code" is duidelijk te zien op een opgerold papier en verwijst naar de Code Napoléon. Een portret dat de wetgevende taak van de keizer benadrukt, was al eerder gemaakt, bijvoorbeeld door Ingres, en was geschikter om in een privé-woning te hangen dan een staatsieportret.

## Afbeeldingen

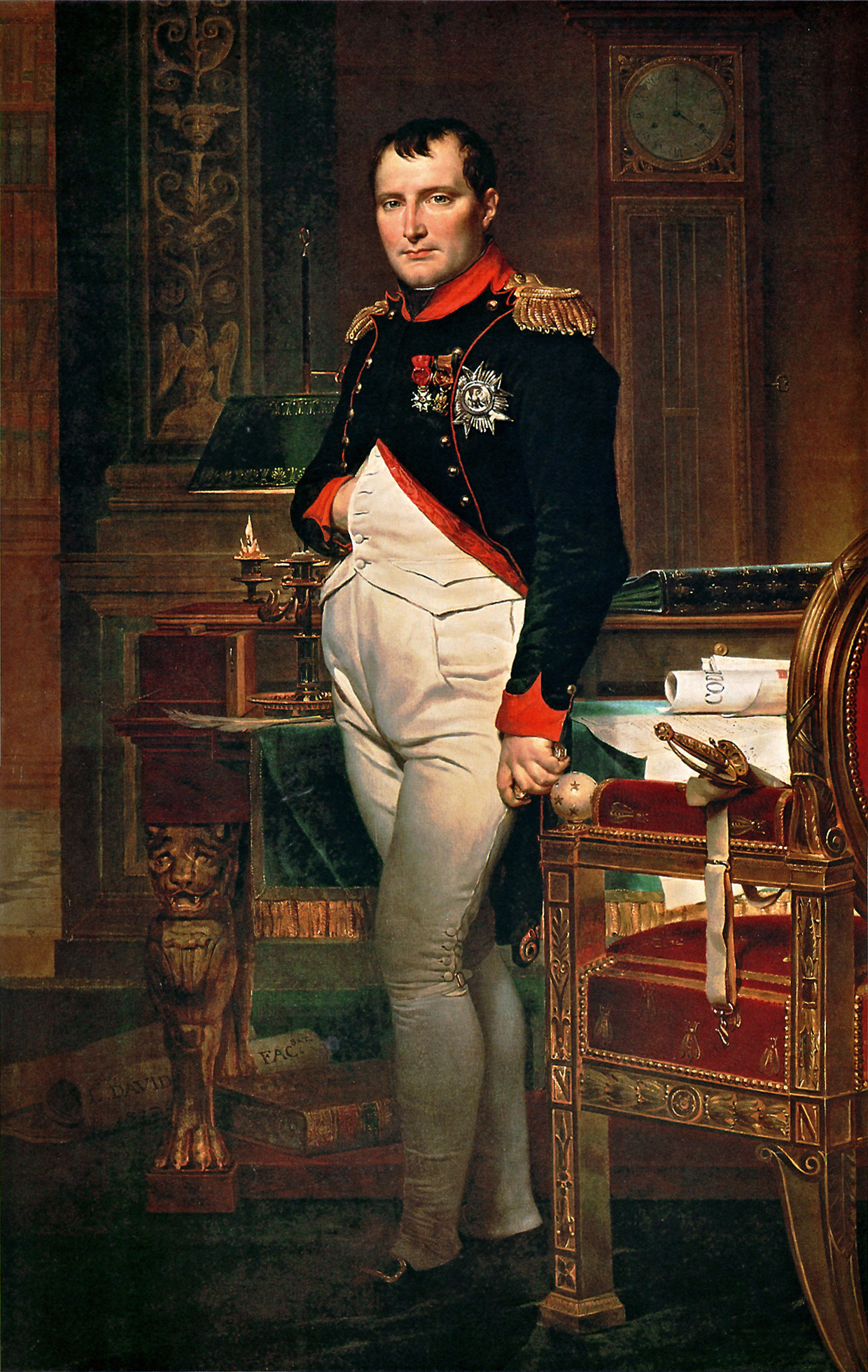
Versie in Versailles
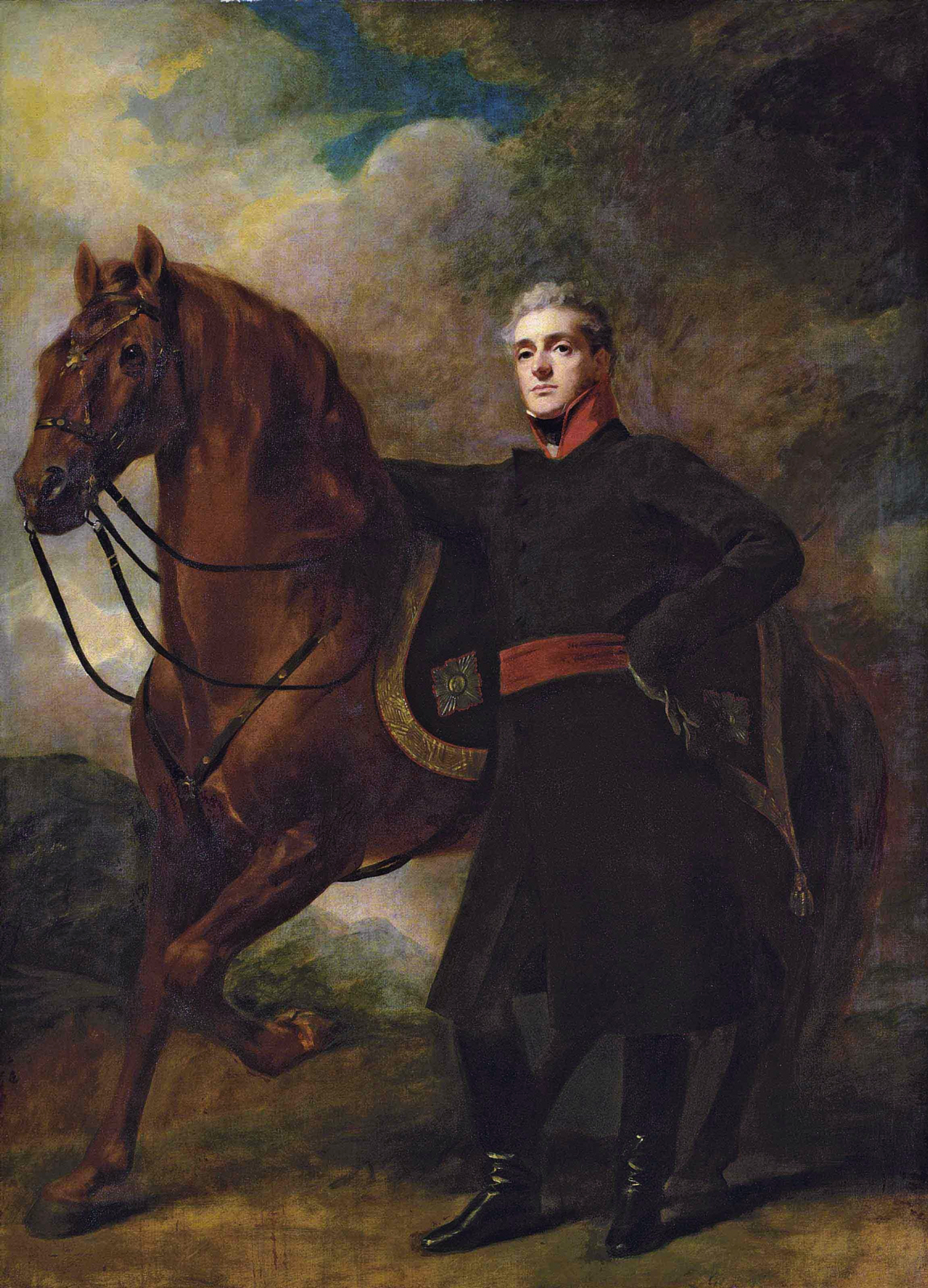
Alexander Hamilton - Henry Raeburn
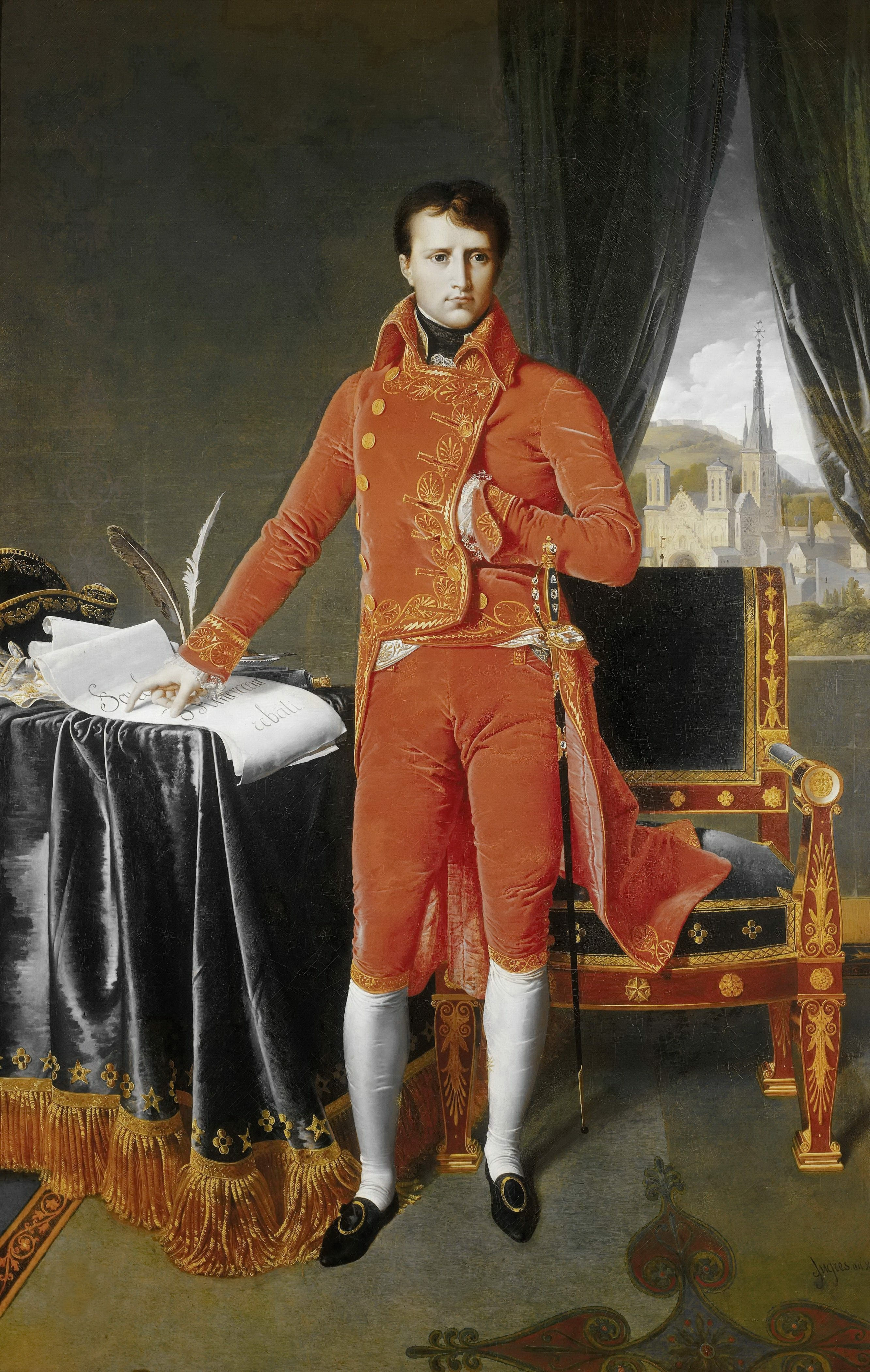
Bonaparte, eerste consul - Ingres